# Satellite de planète mineure

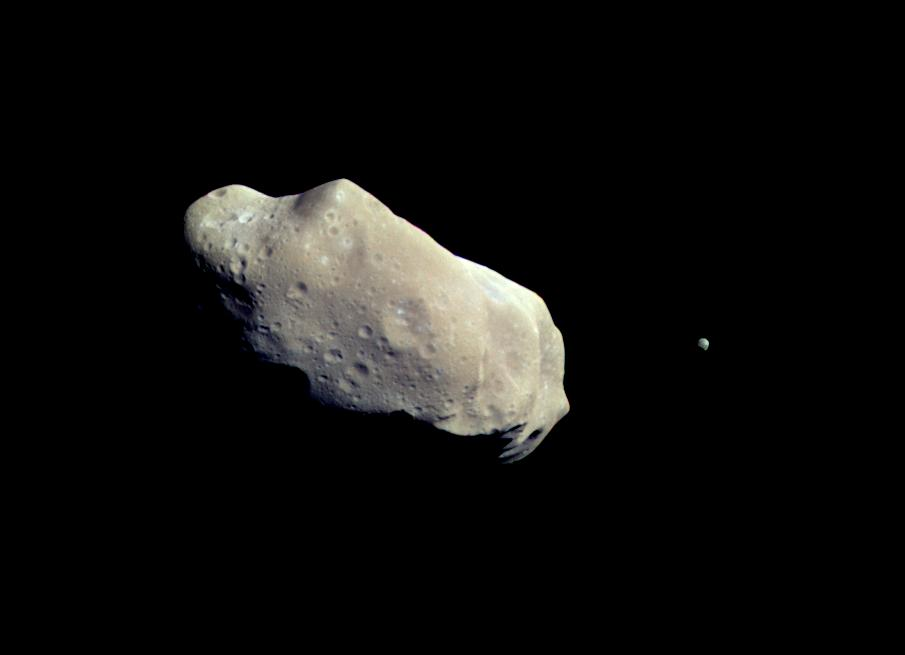
(243) Ida et sa lune Dactyle.

Un satellite de planète mineure est une planète mineure en orbite autour d'une autre planète mineure. Il semble que bon nombre de planètes mineures possèdent un ou plusieurs satellites naturels, parfois de taille non négligeable. Une planète mineure dont le satellite est de taille comparable à celle de la planète mineure elle-même est plutôt considérée comme une planète mineure binaire.

## Origine
L'origine des satellites d'astéroïdes n'est pas connue avec certitude et plusieurs hypothèses ont été avancées. On considère généralement qu'ils sont formés par des débris résultant d'un impact impliquant l'astéroïde primaire. D'autres systèmes pourraient avoir été formés par de petits objets capturés par la gravité d'un corps plus grand.
Les formations par collision sont limitées par le moment angulaire des composants, c'est-à-dire leur masse et leur séparation. Ce modèle convient bien aux binaires proches (par exemple, le couple Pluton-Charon) mais peu aux binaires distantes dont les composants possèdent des tailles comparables.
Les distances entre les composants d'un système varient de quelques centaines de mètres à plus de 3 000 kilomètres ((379) Huenna) pour les astéroïdes. Chez les objets transneptuniens, les distances connues varient entre quelques centaines de kilomètres et 85 000 kilomètres.

## Proportion d'astéroïdes possédant des satellites
Pour les objets géocroiseurs d'un diamètre supérieur ou égal à 200 mètres, la NASA estime à 16 % la proportion d'astéroïdes possédant au moins un satellite.
En avril 2015 on connaissait 225 lunes astéroïdales.

## Historique
La première lune astéroïdale identifiée fut Dactyle, en orbite autour de (243) Ida,. Elle a été découverte par la sonde Galileo en 1993. La deuxième a été découverte autour de (45) Eugénie en 1998. Fin 2006, une centaine de lunes astéroïdales ont été découvertes par divers télescopes. On en a trouvé autour d'astéroïdes de la ceinture principale, de Troyens, de géocroiseurs, et d'objets de la ceinture de Kuiper.